# Red Bull TV
Red Bull TV est une chaîne mondiale multiplateforme appartenant à Red Bull GmbH, distribuée en numérique sur les téléviseurs connectés, les smartphones, les tablettes et sur son site internet. La chaîne est disponible dans le monde entier. La programmation est en anglais (avec des sous-titres optionnels et des sous-titres codés) et est diffusée sur tous les territoires, quel que soit le pays dans lequel elle est produite. La chaîne accueille des événements en direct et des programmes sur le sport, la musique, le style de vie et la culture, y compris des programmes originaux sans marque. Red Bull TV est également disponible sur Apple TV. Red Bull TV est connue pour ses séries de programmes originaux de long format, dont Sky Trippers, une aventure aérienne de trois amis pilotant leur paramoteur à travers le Vietnam, le Cambodge, la Thaïlande et la Malaisie. URBEX - Enter At Your Own Risk, une série documentaire sur les explorateurs urbains[citation nécessaire].  SCREENLAND explore la conception de jeux vidéo, des séries de format court comme Sheckler Sessions (avec le patineur professionnel Ryan Sheckler). Who is J.O.B. (mettant en vedette le surfeur professionnel Jamie O'Brien), elles assurent la couverture en direct d'événements sportifs comme la Coupe du monde UCI de VTT et la course mondiale Wings for Life, ainsi que la diffusion en direct de festivals de musique comme Lollapalooza. Red Bull TV est également une chaîne sur Pluto TV dans la section sport sur la chaîne 762.